# Cernay (Haut-Rhin)
Pour les articles homonymes, voir Cernay.
Cernay  /sɛʁ.nɛ/, en allemand Sennheim, en alsacien Sanna, est une commune française située dans l'aire d'attraction de Mulhouse et faisant partie de la Collectivité européenne d'Alsace (circonscription administrative du Haut-Rhin), en région Grand Est.
Cette commune se trouve dans la région historique et culturelle d'Alsace.
Elle est le bureau centralisateur d'un canton dépendant de l'arrondissement de Thann, dans l'aire urbaine Thann-Cernay.
Ses habitants sont appelés les Cernéens  et les Cernéennes .

## Géographie

### Localisation
Arrosée par la Thur et bordée à l'ouest par le massif vosgien, Cernay est traditionnellement un lieu de passage, au carrefour des nationales 66 et 83, à 6 km de Thann, 12 km de Guebwiller, 18 km de Mulhouse, 36 km de Colmar et 35 km de Belfort.

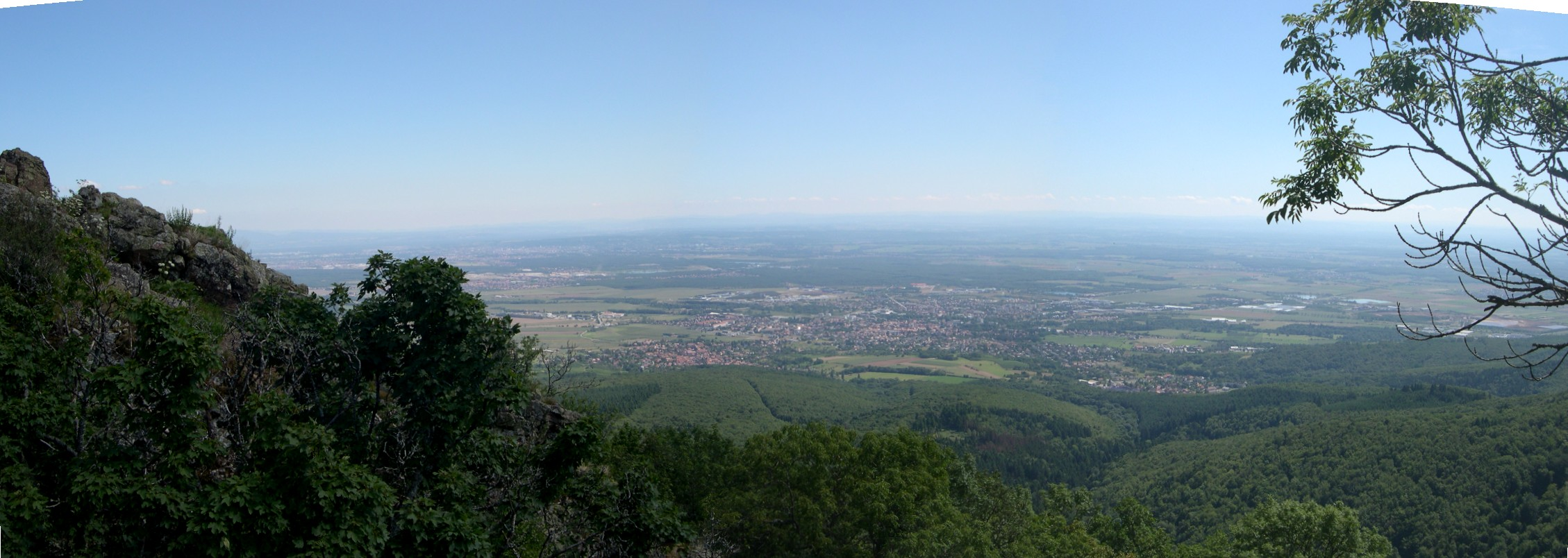
Vue de Cernay et de la plaine d'Alsace.

| Steinbach         | Uffholtz       |             |
| Vieux-Thann       | Cernay         | Wittelsheim |
| Aspach-Michelbach | Aspach-le-Bas, | Reiningue   |

### Géologie et relief
Le bassin houiller stéphanien sous-vosgien est situé au sud-ouest du territoire communal, à proximité de la ville.

### Hydrographie

#### Réseau hydrographique
La commune est dans le bassin versant du Rhin au sein du bassin Rhin-Meuse. Elle est drainée par la Thur, le ruisseau l'Erzenbach et le canal Thann-Cernay,,.
La Thur, d'une longueur de 53 km, prend sa source dans la commune de Wildenstein et se jette  dans l'Ill à Ensisheim, après avoir traversé 20 communes.

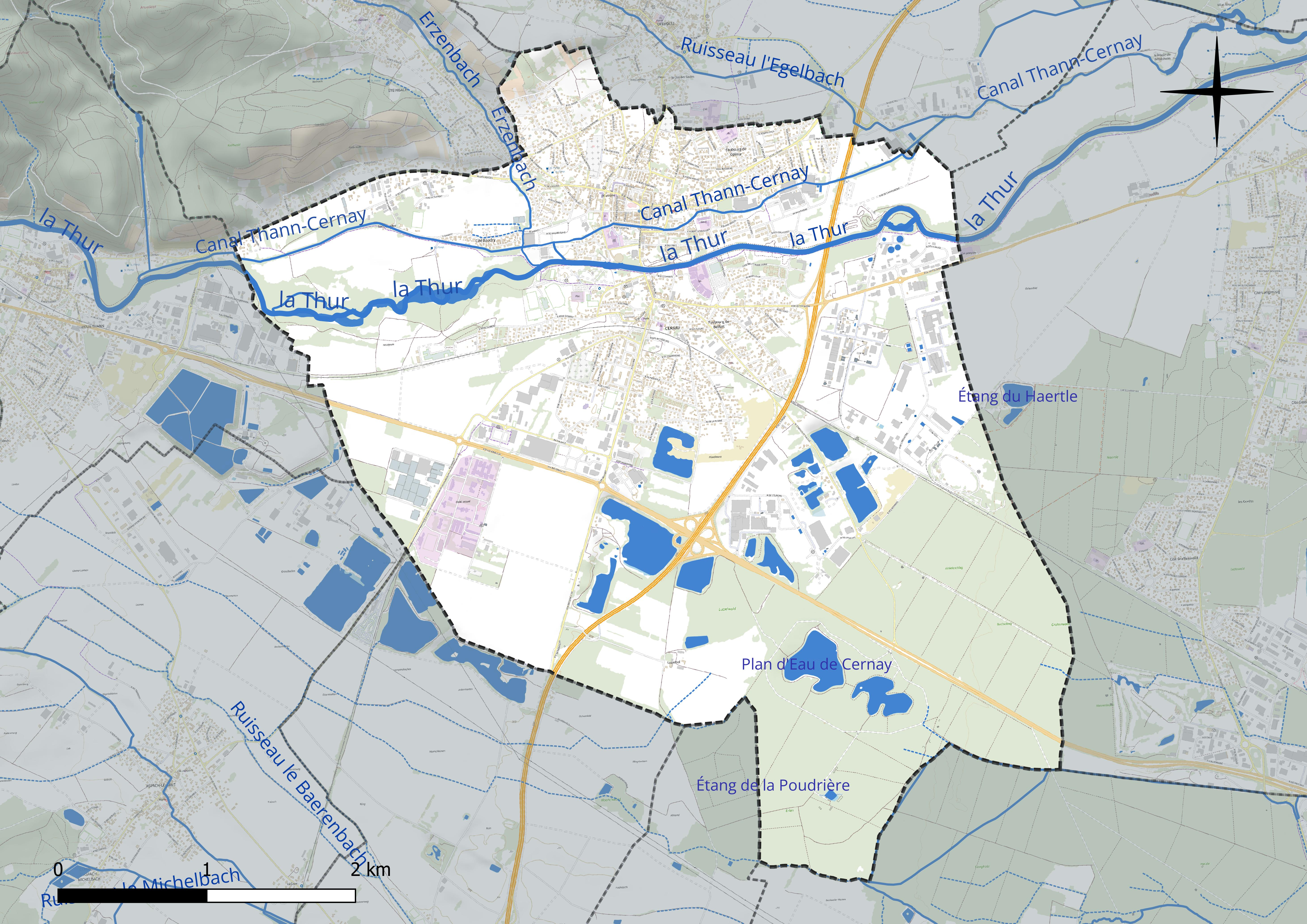
Réseau hydrographique de Cernay.

Deux plans d'eau complètent le réseau hydrographique : le plan d'eau de Cernay (9,6 ha) et l'étang de la Poudrière (0,4 ha),.

#### Gestion et qualité des eaux
Le territoire communal est couvert par le schéma d'aménagement et de gestion des eaux (SAGE) « Ill Nappe Rhin ». Ce document de planification concerne la nappe phréatique rhénane, les cours d'eau de la plaine d'Alsace et du piémont oriental du Sundgau, les canaux situés entre l'Ill et le Rhin et les zones humides de la plaine d'Alsace. Le périmètre s’étend sur 3 596 km2. Il a été approuvé le 17 janvier 2005. La structure porteuse de l'élaboration et de la mise en œuvre est la région Grand Est.
La qualité des cours d’eau peut être consultée sur un site dédié géré par les agences de l’eau et l’Agence française pour la biodiversité.

### Climat
Pour des articles plus généraux, voir Climat du Grand Est et Climat du Haut-Rhin.
En 2010, le climat de la commune est de type climat des marges montargnardes, selon une étude du Centre national de la recherche scientifique s'appuyant sur une série de données couvrant la période 1971-2000. En 2020, Météo-France publie une typologie des climats de la France métropolitaine dans laquelle la commune est exposée à un climat semi-continental et est dans la région climatique  Vosges, caractérisée par une pluviométrie très élevée (1 500 à 2 000 mm/an) en toutes saisons et un hiver rude (moins de 1 °C).
Pour la période 1971-2000, la température annuelle moyenne est de 10,2 °C, avec une amplitude thermique annuelle de 17,3 °C. Le cumul annuel moyen de précipitations est de 880 mm, avec 9,6 jours de précipitations en janvier et 9,5 jours en juillet. Pour la période 1991-2020, la température moyenne annuelle observée sur la station météorologique de Météo-France la plus proche, « Bits.-lès-Thann », sur la commune de Bitschwiller-lès-Thann à 8 km à vol d'oiseau, est de 10,0 °C et le cumul annuel moyen de précipitations est de 1 309,4 mm. 
La température maximale relevée sur cette station est de 38,9 °C, atteinte le 7 août 2015 ; la température minimale est de −19,5 °C, atteinte le 12 janvier 1987,,.
| Mois                                  | jan.             | fév.          | mars           | avril         | mai           | juin          | jui.          | août           | sep.          | oct.          | nov.           | déc.            | année      |
| ------------------------------------- | ---------------- | ------------- | -------------- | ------------- | ------------- | ------------- | ------------- | -------------- | ------------- | ------------- | -------------- | --------------- | ---------- |
| Température minimale moyenne (°C)     | −1,6             | −1,7          | 0,4            | 3,2           | 7,2           | 10,3          | 12            | 11,7           | 8,5           | 5,6           | 1,8            | −0,7            | 4,7        |
| Température moyenne (°C)              | 1,6              | 2,4           | 5,9            | 9,5           | 13,5          | 17            | 18,8          | 18,5           | 14,6          | 10,5          | 5,4            | 2,3             | 10         |
| Température maximale moyenne (°C)     | 4,8              | 6,6           | 11,3           | 15,8          | 19,8          | 23,6          | 25,6          | 25,3           | 20,8          | 15,4          | 9              | 5,4             | 15,3       |
| Record de froid (°C) date du record   | −19,5 12.01.1987 | −18 06.02.12  | −18,1 01.03.05 | −7,1 11.04.03 | −2,2 05.05.11 | 0,3 03.06.06  | 3,2 03.07.11  | 1,5 30.08.1998 | −1 29.09.02   | −6,2 25.10.03 | −13,7 30.11.10 | −19,4 20.12.09  | −19,5 1987 |
| Record de chaleur (°C) date du record | 16,4 10.01.1991  | 20,8 25.02.21 | 26,6 31.03.21  | 29,8 30.04.05 | 33,5 25.05.09 | 36,9 30.06.19 | 38,2 24.07.19 | 38,9 07.08.15  | 33,2 15.09.20 | 29 07.10.09   | 22,7 02.11.20  | 20,5 16.12.1989 | 38,9 2015  |
| Précipitations (mm)                   | 149,8            | 121,1         | 110,9          | 78,1          | 97,8          | 91,2          | 88,8          | 89,4           | 82,4          | 115,2         | 113,4          | 171,3           | 1 309,4    |

| Diagramme climatique                                  |              |              |             |             |              |            |              |             |              |           |              |
| J                                                     | F            | M            | A           | M           | J            | J          | A            | S           | O            | N         | D            |
| 4,8−1,6149,8                                          | 6,6−1,7121,1 | 11,30,4110,9 | 15,83,278,1 | 19,87,297,8 | 23,610,391,2 | 25,61288,8 | 25,311,789,4 | 20,88,582,4 | 15,45,6115,2 | 91,8113,4 | 5,4−0,7171,3 |
| Moyennes : • Temp. maxi et mini °C • Précipitation mm |              |              |             |             |              |            |              |             |              |           |              |

Les paramètres climatiques de la commune ont été estimés pour le milieu du siècle (2041-2070) selon différents scénarios d'émission de gaz à effet de serre à partir des nouvelles projections climatiques de référence DRIAS-2020. Ils sont consultables sur un site dédié publié par Météo-France en novembre 2022.

## Urbanisme

### Typologie
Au 1er janvier 2024, Cernay est catégorisée centre urbain intermédiaire, selon la nouvelle grille communale de densité à sept niveaux définie par l'Insee en 2022.
Elle appartient à l'unité urbaine de Thann-Cernay, une agglomération intra-départementale regroupant neuf  communes, dont elle est ville-centre,,. Par ailleurs la commune fait partie de l'aire d'attraction de Mulhouse, dont elle est une commune de la couronne,. Cette aire, qui regroupe 132 communes, est catégorisée dans les aires de 200 000 à moins de 700 000 habitants,.

### Occupation des sols
L'occupation des sols de la commune, telle qu'elle ressort de la base de données européenne d’occupation biophysique des sols Corine Land Cover (CLC), est marquée par l'importance des territoires artificialisés (45,6 % en 2018), en augmentation par rapport à 1990 (32,4 %). La répartition détaillée en 2018 est la suivante : 
forêts (23,7 %), zones industrielles ou commerciales et réseaux de communication (20,4 %), zones urbanisées (20,1 %), terres arables (17,7 %), prairies (6,8 %), mines, décharges et chantiers (5,1 %), zones agricoles hétérogènes (4,7 %), eaux continentales (1,4 %), milieux à végétation arbustive et/ou herbacée (0,1 %). L'évolution de l’occupation des sols de la commune et de ses infrastructures peut être observée sur les différentes représentations cartographiques du territoire : la carte de Cassini (XVIIIe siècle), la carte d'état-major (1820-1866) et les cartes ou photos aériennes de l'IGN pour la période actuelle (1950 à aujourd'hui).

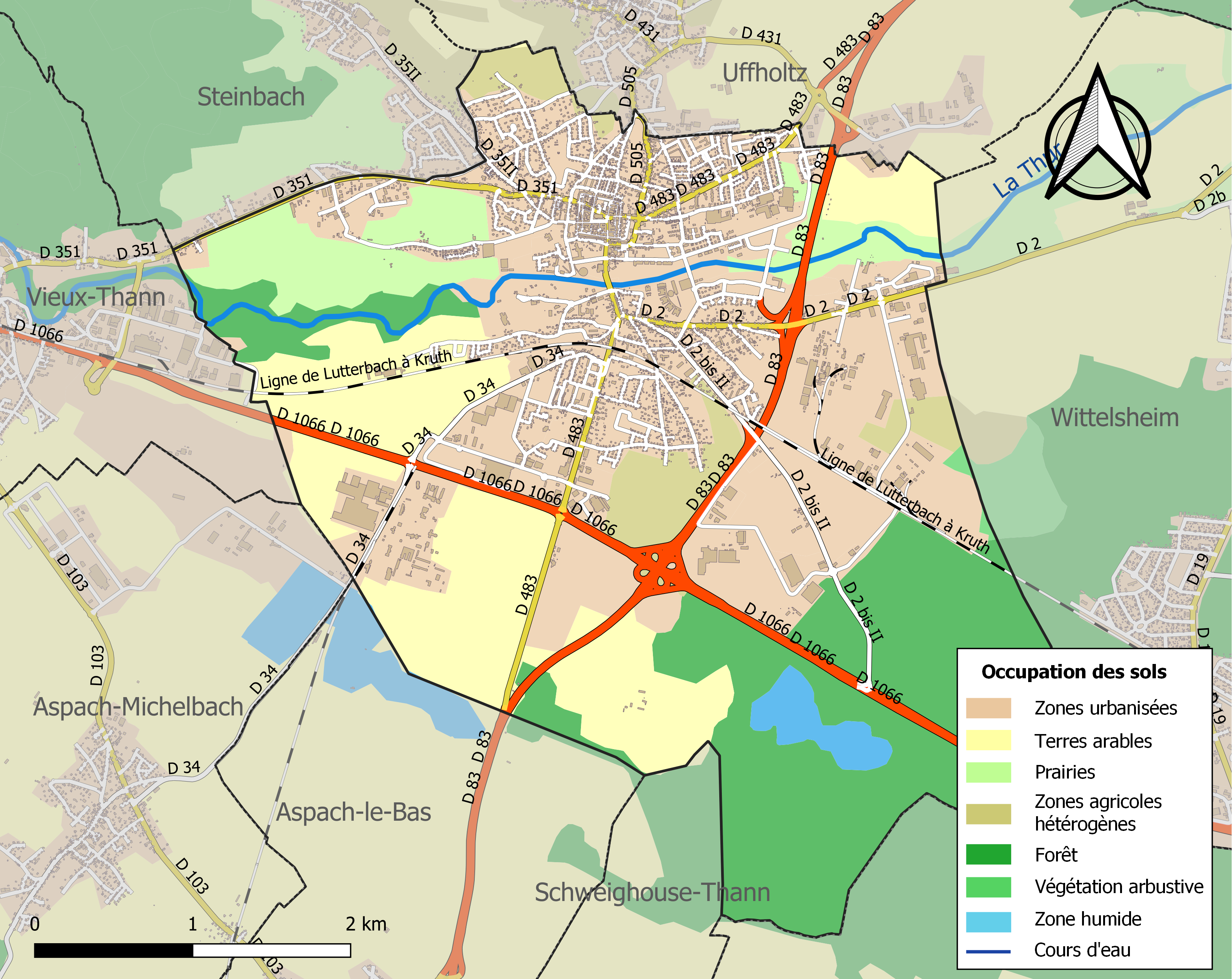
Carte des infrastructures et de l'occupation des sols de la commune en 2018 (CLC).

### Lieux-dits, hameaux et écarts
- Saint-André : lieu-dit situé à 2 km de la mairie, au sud de la ville. Saint-André été durement éprouvé durant les deux grandes guerres. Il accueille depuis 1891 un institut d'accueil de personnes en situation de handicap mental et une zone horticole.

## Toponymie
- En allemand : Sennheim[22].
- Sennenheim (1144), Sennenhem (1156), Senneheim (1179), Senene (1191), Senheim (1259), Senhin (1275), Seyreney (1307), Senhein (1312), Sennen (1576), Cernay (1793).
- Le nom de Cernay est mentionné sous les formes Sennenheim en 1144 (d'où la forme allemande), Sennene en 1184 (d'où la forme alsacienne), Seyrenay  en 1327 d'où la forme française Cernay, dont la graphie actuelle apparait seulement au XIXe siècle.
- Il s'agit donc d'une adaptation française de son nom germanique et est donc sans rapport avec les toponymes du type Cernay qui dérivent du celtique *(i)sarnāko- « lieu où il y a du fer », latinisés en Sarnacum. Dans les régions germanisées, le suffixe -acum aurait abouti à -ich ou -ach.
- Le premier élément s'explique par un nom de personne germanique, comme c'est le plus souvent le cas dans ce type de formation en -heim.

## Histoire
C'est probablement aux environs de Cernay, en septembre 58 av. J.-C., que Jules César, aidé de quelques troupes gauloises éduennes et séquanes, battit Arioviste chef des Germains Suèves, qui menaçait d'envahir la Gaule du Nord-Est. En l'absence de preuves archéologiques et compte tenu de l'imprécision des écrits de Jules César, un grand nombre d'historiens comme C. Oberreiner et J.J. Hatt s'accordent à situer le lieu de la bataille dans un quadrilatère situé entre Cernay, Reiningue, Mulhouse et Wittelsheim, peut-être dans cette grande plaine alluviale qu'est l'Ochsenfeld. Cette bataille opposa environ 40 000 Romains/Éduens à 60 000 Germains et se solda par la débâcle des troupes d'Arioviste, dont les rares survivants réussirent à franchir le Rhin. {Le proconsul César disposait de six légions}.
Dénommé Sennenheim en 1144, la cité fut fortifiée dès 1268. Faisant partie du comté de Ferrette, elle passa aux Habsbourg en 1324. Elle devint française, comme une grande partie de l'Alsace, par les traités de Westphalie du 24 octobre 1648. La ville possédait alors les villages de Steinbach et de Birlingen.
La ville a été en grande partie détruite en 1914 et 1915, durant la bataille de Mulhouse (1914) et à nouveau très endommagée début 1945 par les combats de la « poche de Colmar ».
La commune a été décorée le 2 novembre 1921 de la croix de guerre 1914-1918.
Pendant la Seconde Guerre mondiale, alors que la ville se trouvait en zone annexée au Reich allemand, l'ancien asile psychiatrique servit de centre d'instruction pour les volontaires et sous-officiers de la Waffen-SS, en particulier pour les membres des divisions francophones, comme la division Charlemagne.
En janvier 1945 (19 au 6 février), les Commandos d'Afrique mènent de durs combats sur les Hauts-de-Cernay/Thann/Aspach, face à des troupes allemandes parfaitement équipées pour le froid et la neige (Alpenjäger).
La commune a été décorée, le 27 mai 1952, de la croix de guerre 1939-1945 avec étoile d'argent.

## Politique et administration

### Découpage territorial
La commune de Cernay est membre de la communauté de communes de Thann-Cernay , un établissement public de coopération intercommunale (EPCI) à fiscalité propre créé le 31 décembre 2012 dont le siège est à Cernay. Ce dernier est par ailleurs membre d'autres groupements intercommunaux.
Sur le plan administratif, elle est rattachée à l'arrondissement de Thann-Guebwiller,circonscription administrative de l'État, et à la région Grand Est.
Sur le plan électoral, elle dépendait jusqu'en 2020 du  canton de Cernay pour l'élection des conseillers départementaux au sein du conseil départemental du Haut-Rhin. Depuis le 1er janvier 2021, elle dépend du même canton pour l'élection des conseillers d'Alsace au sein de la collectivité européenne d'Alsace.

### Instances de démocratie participative
Il y a deux conseils consultatifs :
- Conseil consultatif des jeunes (C.C.J.)[28] ;
- Conseil consultatif des aînés de Cernay (C.C.A.C.)[28].

### Budget et fiscalité
En 2015, le budget de la commune était constitué ainsi :
- total des produits de fonctionnement : 11 025 000 €, soit 1 355 € par habitant ;
- total des charges de fonctionnement : 9 726 000 €, soit 835 € par habitant ;
- total des ressources d'investissement : 4 779 000 €, soit 410 € par habitant ;
- total des emplois d'investissement : 4 532 000 €, soit 389 € par habitant ;
- endettement : 5 268 000 €, soit 452 € par habitant.

Avec les taux de fiscalité suivants :
- taxe d'habitation : 7,34 % ;
- taxe foncière sur les propriétés bâties : 9,53 % ;
- taxe foncière sur les propriétés non bâties : 39,89 % ;
- taxe additionnelle à la taxe foncière sur les propriétés non bâties : 0,00 % ;
- cotisation foncière des entreprises : 0,00 %.

Pour 2020, la Ville de Cernay qui, comme depuis plus de 15 ans, n’a pas augmenté ses taux, devrait percevoir:
- taxe d’habitation au taux de 7.34 % pour un produit de 878 525 € ;
- taxe foncière bâtie au taux de 9.53 % pour un produit de 1 833 191 € ;
- taxe foncière non bâtie au taux de 39.89 % pour un produit de 19 107 €.soit un total prévisionnel de 2 730 823 €.Pour mémoire, ces taxes ont rapporté la somme de 2 662 367 € à la commune en 2019.

## Équipements et services publics

### Enseignement
- Les écoles maternelles : 
  - Les Roses[41]
  - Les Géraniums[42]
  - Saint-Joseph[43]
  - Les Hirondelles[44]
- Les écoles primaires :
  - Les Lilas[45]
  - Les Tilleuls[46]. Les Tilleuls sont composés de 3 cours : deux (ULIS)[47] et une option bilingue avec autant de classe que les monolingues allant de la maternelle au CM2. Les monolingues et les bilingues sont séparés et ont chacun leur bâtiment respectif. Cet établissement date de 1820 même s'il a été reconstruit en majeure partie à la suite des combats de la poche de Colmar.
- Un collège public d'enseignement secondaire, le collège René-Cassin,
- Un lycée technique professionnel du bâtiment, le lycée Gustave-Eiffel.

## Population et société

### Démographie
L'évolution du nombre d'habitants est connue à travers les recensements de la population effectués dans la commune depuis 1793. Pour les communes de plus de 10 000 habitants les recensements ont lieu chaque année à la suite d'une enquête par sondage auprès d'un échantillon d'adresses représentant 8 % de leurs logements, contrairement aux autres communes qui ont un recensement réel tous les cinq ans,.

En 2022, la commune comptait 11 737 habitants, en évolution de +1,03 % par rapport à 2016 (Haut-Rhin : +0,66 %, France hors Mayotte : +2,11 %).
| 1793  | 1800  | 1806  | 1821  | 1831  | 1836  | 1841  | 1846  | 1851  |
| ----- | ----- | ----- | ----- | ----- | ----- | ----- | ----- | ----- |
| 2 019 | 2 175 | 1 854 | 1 908 | 3 416 | 3 041 | 3 433 | 3 696 | 3 997 |

| 1856  | 1861  | 1866  | 1871  | 1875  | 1880  | 1885  | 1890  | 1895  |
| ----- | ----- | ----- | ----- | ----- | ----- | ----- | ----- | ----- |
| 4 128 | 4 936 | 4 208 | 4 372 | 4 277 | 4 396 | 4 493 | 4 375 | 4 738 |

| 1900  | 1905  | 1910  | 1921  | 1926  | 1931  | 1936  | 1946  | 1954  |
| ----- | ----- | ----- | ----- | ----- | ----- | ----- | ----- | ----- |
| 4 833 | 5 214 | 5 180 | 3 289 | 6 084 | 6 775 | 6 588 | 5 800 | 6 645 |

| 1962  | 1968  | 1975  | 1982   | 1990   | 1999   | 2006   | 2011   | 2016   |
| ----- | ----- | ----- | ------ | ------ | ------ | ------ | ------ | ------ |
| 8 372 | 8 563 | 9 342 | 10 208 | 10 313 | 10 446 | 10 752 | 11 451 | 11 617 |

| 2021   | 2022   | - | - | - | - | - | - | - |
| ------ | ------ | - | - | - | - | - | - | - |
| 11 745 | 11 737 | - | - | - | - | - | - | - |

## Économie
La population active est majoritairement employée dans le bassin d'emploi local. Les déplacements privés se font majoritairement par les moyens personnels, mais la ligne de tram-train Mulhouse Vallée de la Thur est de plus en plus employée. Pour les trajets plus éloignés, celle-ci permet de joindre sans changement la gare TGV de Mulhouse. Cernay est à 35 km[réf. nécessaire] de l'Aéroport de Mulhouse-Bâle-Freiburg via le réseau autoroutier A36/A35.
Cernay a réussi à se diversifier dans les activités économiques et elle compte environ 1384 entreprises. La plupart de celles-ci sont de PME (environ 98%) mais Cernay possède aussi des ETI (environ 2%). Les principales étant les sièges sociaux d'Aubert, d'Emerson, et de Dupont et Nemours.
Les entreprises de Cernay sont dynamiques (indice de dynamisme de 2.74% en moyenne) et embauchent en moyenne 7 employés.
Cernay possède plusieurs zones économiques attractives. Il y en a en tout près de 5 zones industrielles et agricoles.

## Culture locale et patrimoine

### Lieux et monuments

#### Églises et chapelles et bâtiments religieux

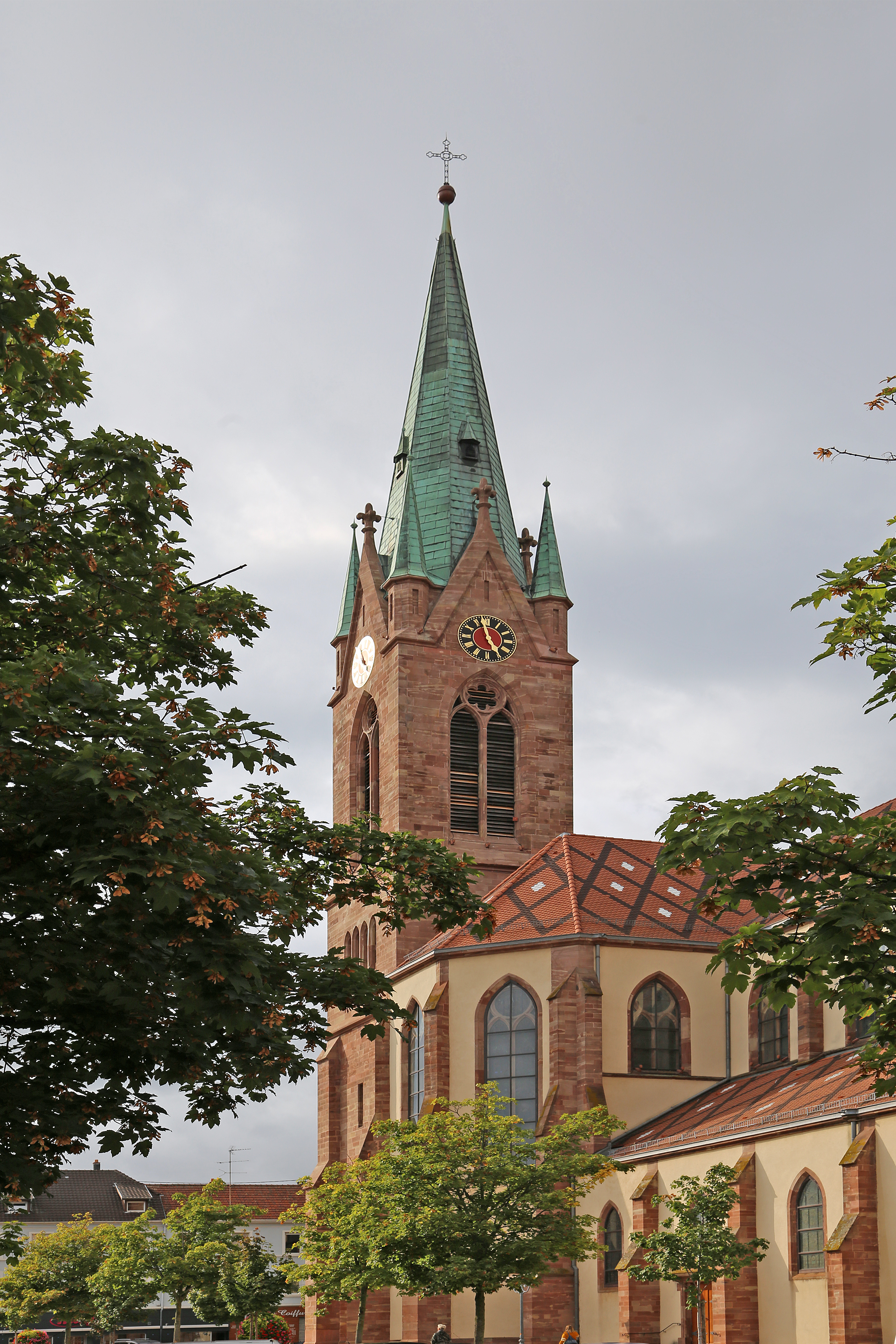
Église saint Étienne avant sa rénovation.

L'église Saint-Étienne : de style néo-gothique, sa construction date de 1925 en remplacement de l'ancienne église détruite pendant la Première Guerre mondiale. Son plan de construction est celui d'une église classique en forme de croix latine (avec un transept). Elle comprend une nef principale, deux bas-côtés, un chœur flanqué d'une sacristie. Le clocher, dont la flèche élancée est recouverte d'une toiture de cuivre, se trouve en position latérale à côté du chœur,.
Les murs de la nef sont décorés de 10 tableaux qui sont l'œuvre du artiste-peintre alsacien René Kuder (1882-1962). À la voûte de la   croisée du transept se trouve accroché un Christ en croix de 5 m de haut appelé « le Grand Bon Dieu » ; elle contient également une statue de la Vierge à l'Enfant provenant de la chapelle du village disparu de Birlingen. L'orgue a été construit par le facteur Joseph Rinckenbach, tandis que son buffet est l'œuvre des ateliers Klem de Colmar.
- Chapelle Notre-Dame-du-Perpétuel-Secours, dite chapelle de l'Ochsenfeld[56].
- Chapelle Saint-Henri, chapelle de l'hôpital[57].
- Chapelle du Saint-Esprit[58].
- Temple protestant[59].
- Mosquée actuellement dans un immeuble.

#### Patrimoine industriel
Cernay a toujours possédé une économie solide et durable. Depuis le Moyen Âge, Cernay a une renommée nationale. Dans les années 1300 à 1400, Cernay possédait un important marché aux bœufs réputés dans tout le Saint Empire Romain Germanique. Dès le commencement de la révolution industrielle, Cernay fut totalement transformé par celle-ci. Une nouvelle gare fut construite avec la première voie de chemins de fer d’Alsace érigée en 1839.
Cernay a donc commencé à construire de grandes usines, principalement des usines textiles. La Thur donnait l'avantage d'une eau assez bonne pour laver le coton. Cernay était donc une ville industrielle et la plupart de ses habitants travaillaient dans ces fameuses usines. De grands manufacturiers mulhousiens implantèrent leurs usines, comme Wilx par exemple,.
Toutes ces manufactures ont entrainé la création de plusieurs cités ouvrières dont il reste quelques traces aujourd'hui près de la tour des ânes.
Des châteaux de style Versailles ont été érigés. Tout le faubourg de Colmar a été embelli. Des châteaux de maitre ayant parfois de grandes allées et de grands jardins ont été batis près de Uffoltz, à l'emplacement du quartier des mines environ. Pratiquement tous ces châteaux ont été détruits pendant la guerre et il n'en reste plus que quelques traces aujourd'hui.
Des châteaux de même type ont été construits à Guebwiller. La condition de Guebwiller lors de la révolution industrielle a été la même que Cernay mais les châteaux de cette ville n'ont pas subi le même sort et sont encore debout aujourd'hui[Quand ?].
Certains vestiges d'usines sont encore là aujourd'hui comme ceux près du marché mais la plupart ont été détruits.
- Lieux rappelant cette révolution industrielle
  - Usine de construction de matériel industriel, dite usine Lisch[65] ;
  - Filature de coton Sandoz Baudry et Cie, puis filature de coton Nouvelles Filatures de coton de Cernay puis filature de coton Cernay SA, actuellement établissement industriel désaffecté[66] ;
  - Maison d'industriel dite Villa Thierry-Mieg[67] ;
  - Cités ouvrières[68],[69],[70],[71],[72].
- Établissement médical dit institut médico-pédagogique Saint-André[73].
- Communauté Emmaüs

#### Autres
- Le château du Herrenfluh situé sur le col de Herrenfluh. Le château est coupé en deux par le territoire communal entre Uffholtz et Wattwiller. Château de la renaissance, a été occupé par les Français comme poste de reconnaissance pendant la guerre de 14-18 et il n'en reste qu'un pan du mur.
- La chapelle Saint-Morand, chapelle close dans les vignes détruites en 1803 mais rénovée. La chapelle remémore le moine clunisien Morand de Cluny surnommé « l'apôtre du Sundgau ».
- Cour de Ferrette, ancienne ferme domaniale abritant les restes d'une tour de ferme avec enceinte.Fresque en face de la ruine.
- Les rives de la Thur, parc traversant Cernay et longeant la Thur. Il y a dans ce parc deux terrains de jeu et un parcours vita, piste cyclables, tour touristique.
- Forêt de Cernay
- Étangs de Cernay à côté de la voie rapide. Environ 2/3 kilomètres du centre-ville.
- Hartmannswillerkopf à 12 km. Cimetière nationalement connu. Il fut l'endroit de l'un des principaux combats durant la Grande Guerre.
- Le parc à cigognes : la cigogne, symbole de l'Alsace, est aussi celui de Cernay. En 1938, l'Alsace comptait 140 couples nicheurs. Leur nombre diminua fortement après la guerre pour atteindre 7 couples en 1967. Un parc de réintroduction des cigognes est créé à Cernay en 1978, sous l'impulsion du maire de l'époque et en étroite collaboration avec le Centre Régional de Baguage d'Oiseaux. Après 10 ans : Cernay était redevenue, « Cernay, cité des cigognes ». On peut venir voir le nourrissage de ces cigognes en hiver.
- Espace Grün, centre culturel.
- Train Thur Doller Alsace, dans la vallée de la Doller de Cernay à Sentheim.
- La Fête de l'Eau à Wattwiller (3 km), parcours d'art contemporain chaque année en juin.
- Festival des fenêtres de l'Avent à Uffholtz (1 km) du 1er au 24 décembre : festival de théâtre itinérant, buvette, etc.
- Cernay se trouve sur la Route des Vins d'Alsace et la Véloroute du vignoble d'Alsace.

Ancienne ville fortifiée au Moyen Âge, Cernay a su préserver certains vestiges de cette époque : les rues du centre-ville sont restées fidèles au plan carré de la vieille ville et la Porte de Thann abrite le musée historique. Spécialisée dans le secteur textile au XIXe siècle, Cernay est aujourd'hui un pôle économique et industriel.

#### Monuments commémoratifs
- Monuments au mort, c'est à ce monument que se déroule la plupart des commémorations. Il se situe au centre-ville à 3 minutes de marche de l'église.
- Obélisque de la 4e division marocaine de montagne (4e DMM). C'est un obélisque situé près du Leclerc de Cernay. Elle remémore la seconde guerre mondiale. Des commémorations peuvent y être organisé[75].
- Plaque des Incorporés de force. Elle commémore l'enfer des malgré nous déportés sur le front soviétique. Elle est actuellement sur la façade de la gare de Cernay.
- Statue des Incorporés de force et des Déportés[61]. C'est une statue construite en 1990 située près de la porte de Thann.
- Stèle du 3e groupement de choc. C'est une stèle qui commémore la libération de Cernay par les Français. Elle a été placée dans la zone industrielle Europe en raison des conflits qui se sont déroulés à cet endroit. Les conflits ont opposé les commandos d’Afrique et les soldats nazis.

#### Cimetières militaires et civil

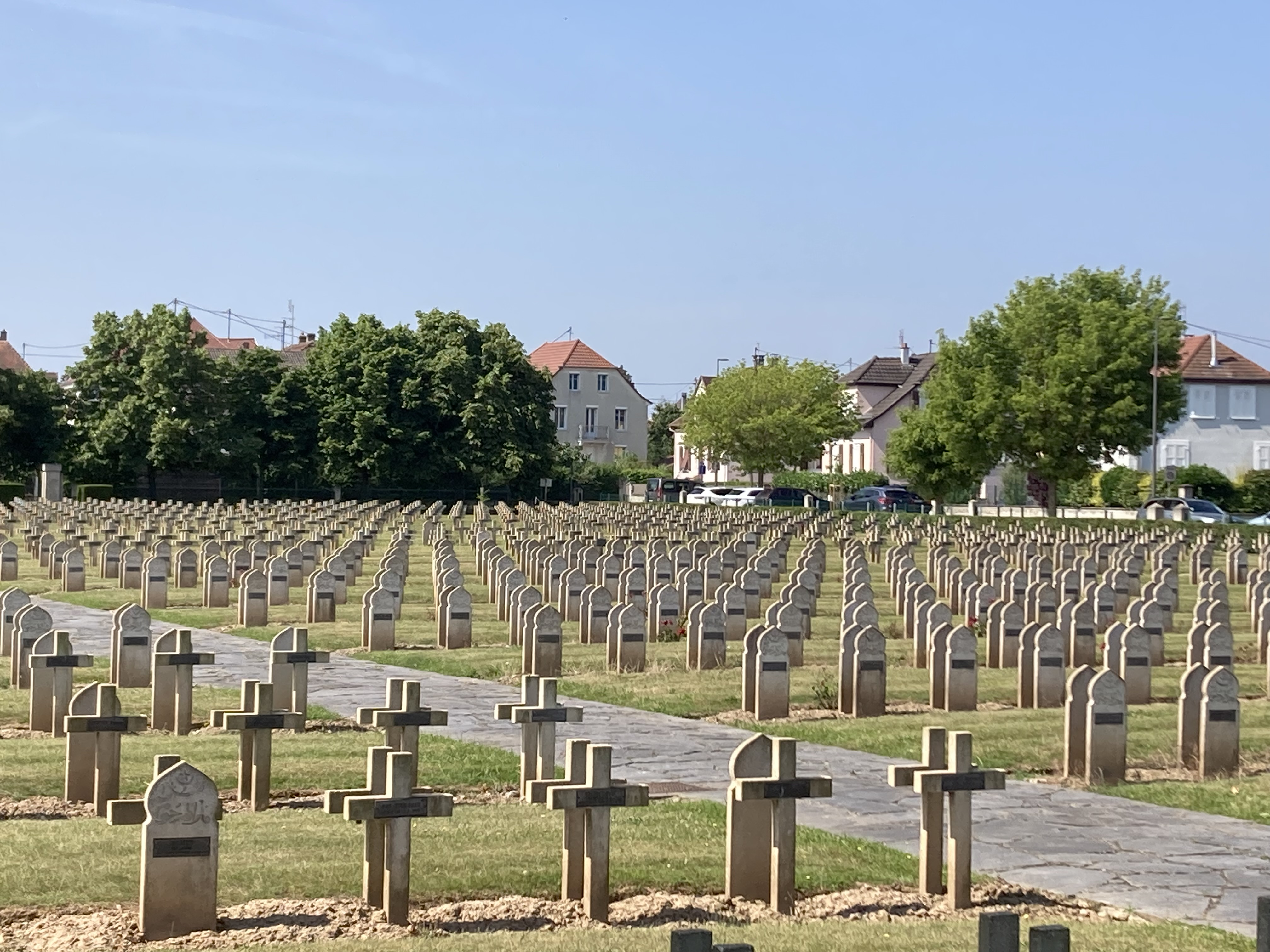
Nécropole nationale de Cernay.

- Cimetière militaire français. Ce cimetière est à la sortie de Cernay vers Uffholtz. Il est situé près du collège René-Cassin[61].
- Cimetière allemand. Ce cimetière militaire est situé derrière le quartier Bel Air[61].
- Cimetière juif de Cernay[76],
- Cimetière civil. Ce cimetière a été déplacé de sa place originelle qui était près de l'église. De ce fait, il y a moins de tombes anciennes. Il en subsistent néanmoins certaines datant de 1833. Un parcours touristique des 52 tombes remarquables a été réalisé[61].

#### Fortifications et anciens bâtiments
- La porte de Thann[77] situé dans une porte médiévale classée monument historique, le bâtiment s'intégrait dans les fortifications de la ville depuis le XIIIe siècle[78]. Cette porte a été construite en deux temps.
- La tour d'angle sud-est du rempart médiéval : la massive tour ronde qui s'élève au bord du canal usinier défendait l'angle sud-est des anciennes fortifications de la ville. Construite en 1422, elle présente un mur de plus de 3 mètres d'épaisseur à la base et une voûte en cul-de-four. Avant la Première Guerre mondiale, la Tour est convertie en cave couverte ou brasserie, elle est alors agrémentée d'un balcon. Elle est maintenant classée Monument Historique[79],[80],[81].
- L'hôtel du Maréchal de Schönbeck[82] : dès 1643, Louis XIII octroie la seigneurie de Cernay au Général Major de Schönbeck, colonel d'un régiment d'infanterie de l'armée suédoise du duc de Weimar. Après la mort du duc, son armée passe au service de la couronne française en 1639. Le maréchal de Schönbeck acquiert la maison en 1647. Ses gendres et lui-même l'agrandissent, un donjon est ajouté au corps de logis. Vendu après la Révolution française, l'hôtel appartiendra à un notaire jusqu'à la veille de la guerre de 1870. L'hôtel du Maréchal de Schönbeck est devenu célèbre pour avoir accueilli le Roi Soleil, Louis XIV, ainsi que la reine et leur suite, dans la nuit du 22 au 23 juin 1683.
- Maison dite villa Jeannot Lapin[83].
- Demeure dite cour de Lucelle[84].
- Ancien tribunal cantonal[85],[86].
- Fontaine monumentale[87].

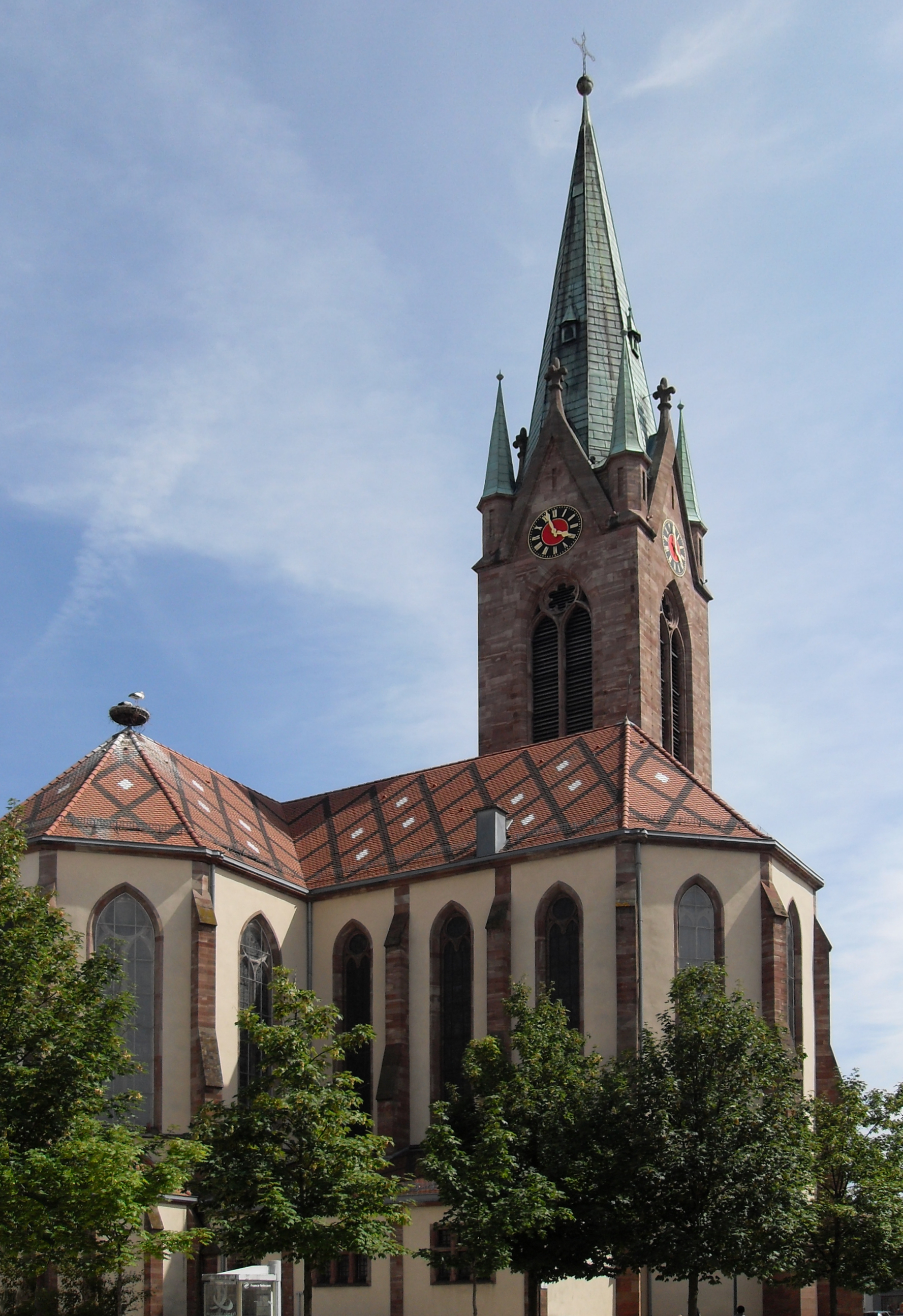
L'église Saint-Étienne.
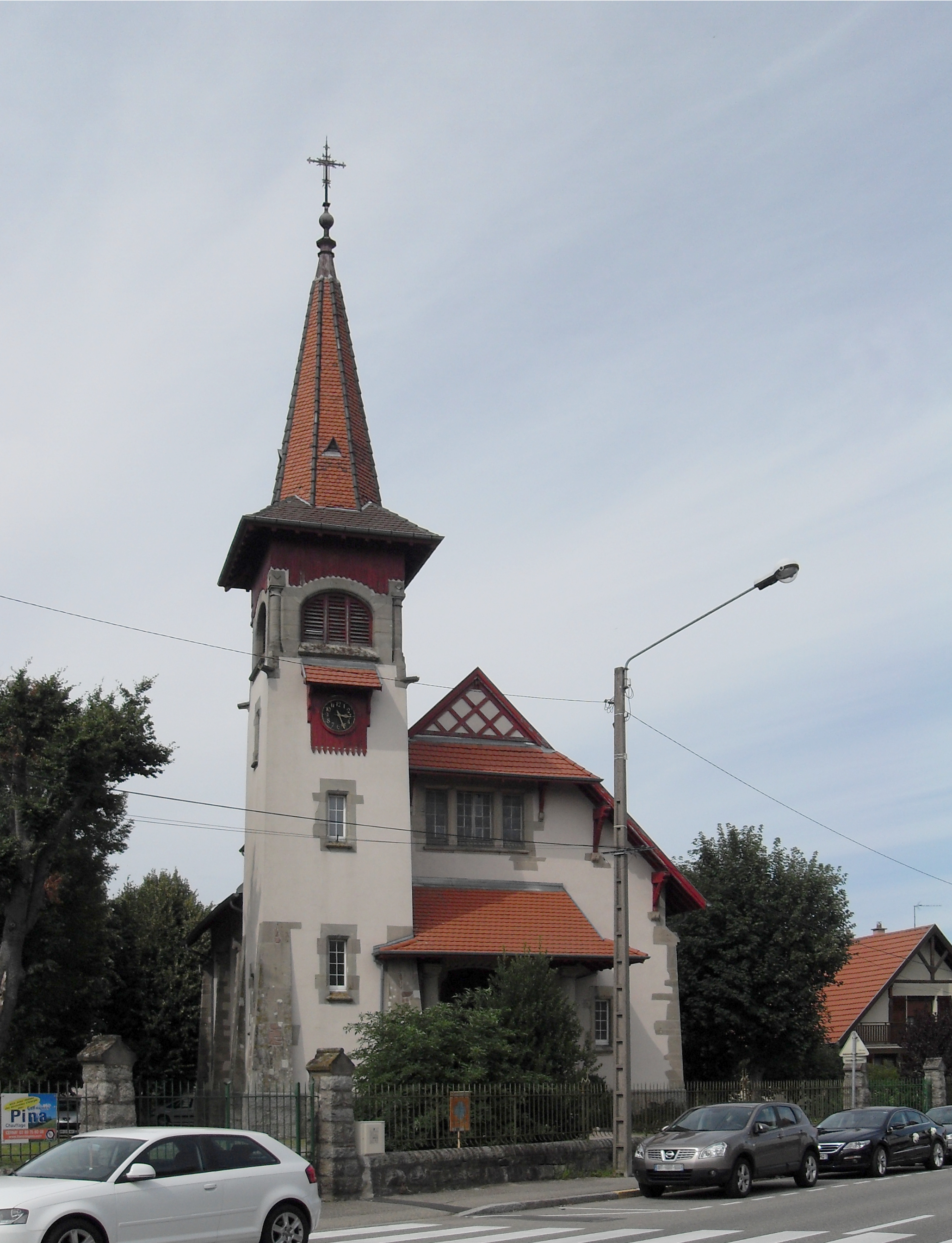
Temple protestant.
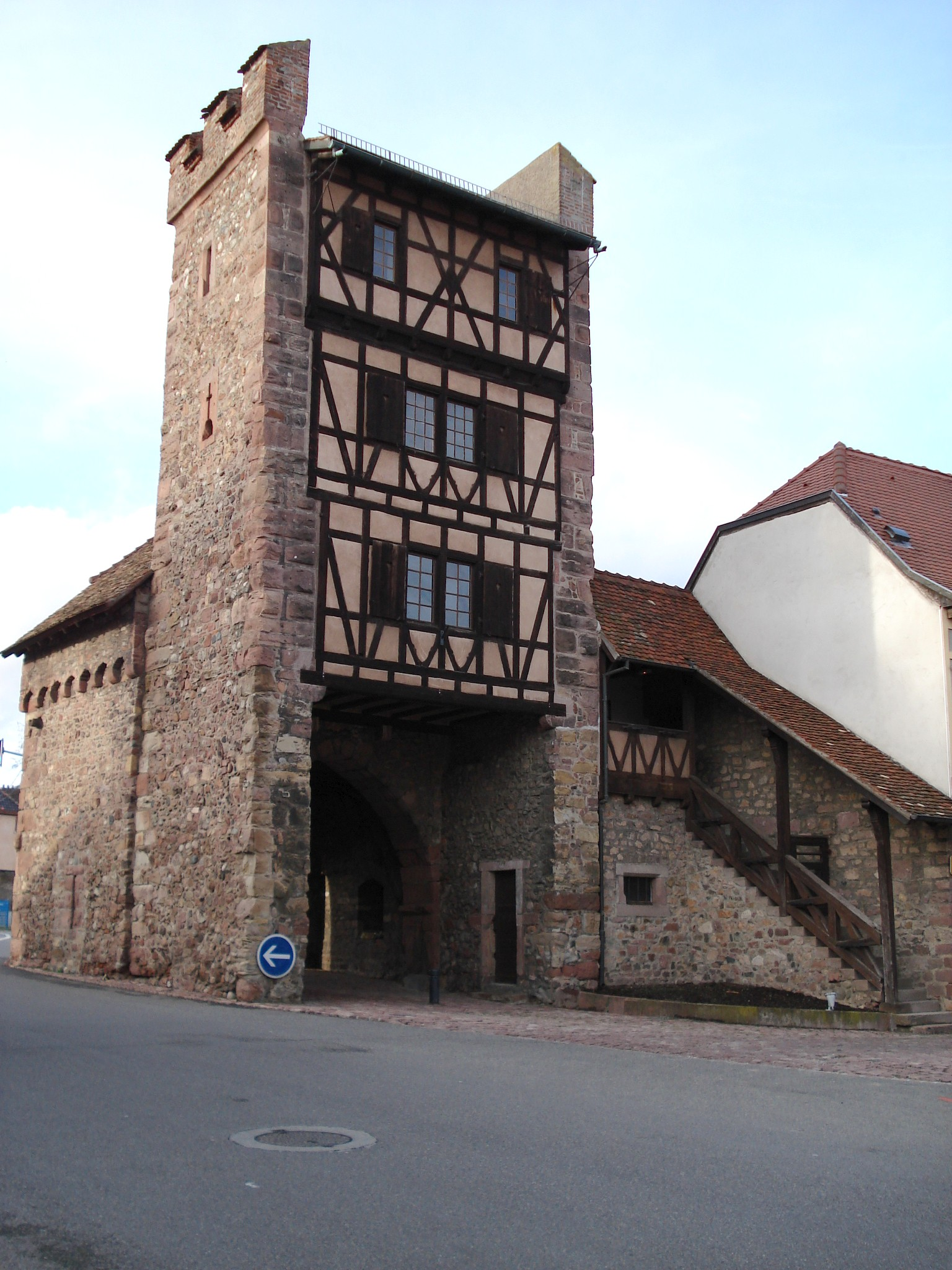
La « Porte de Thann ».
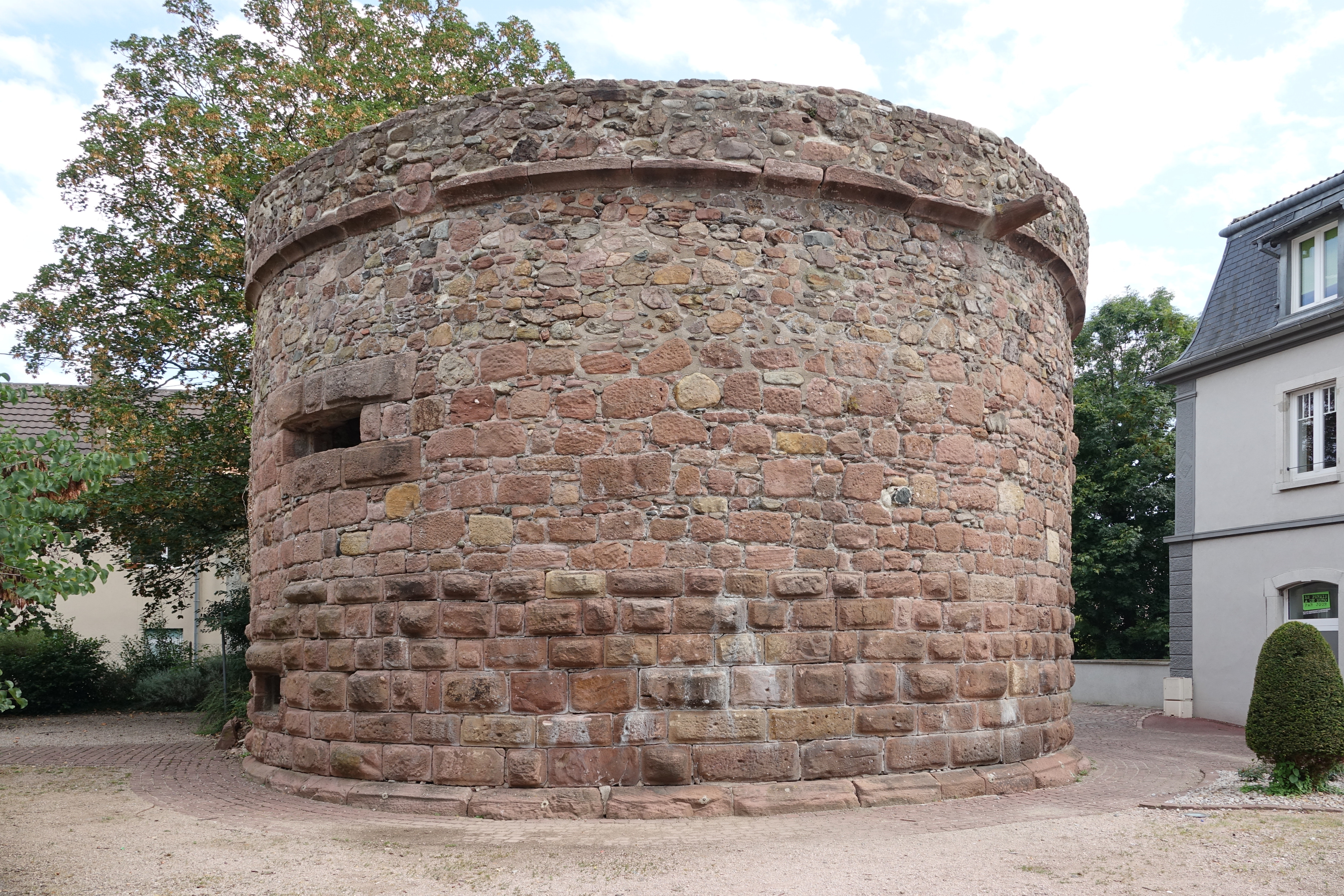
La massive tour ronde d'angle sud-est du rempart médiéval.
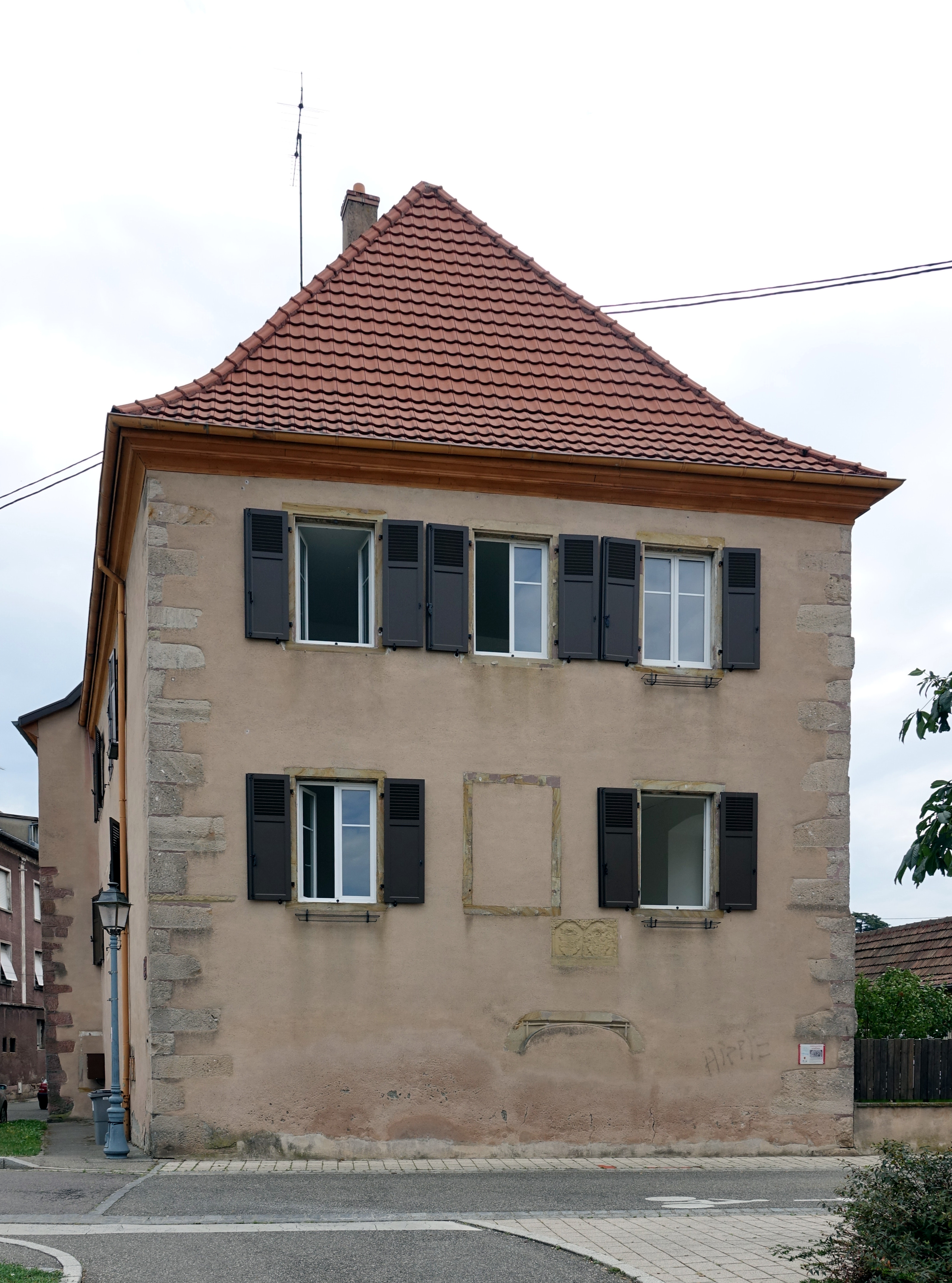
La cour de Lucelle.
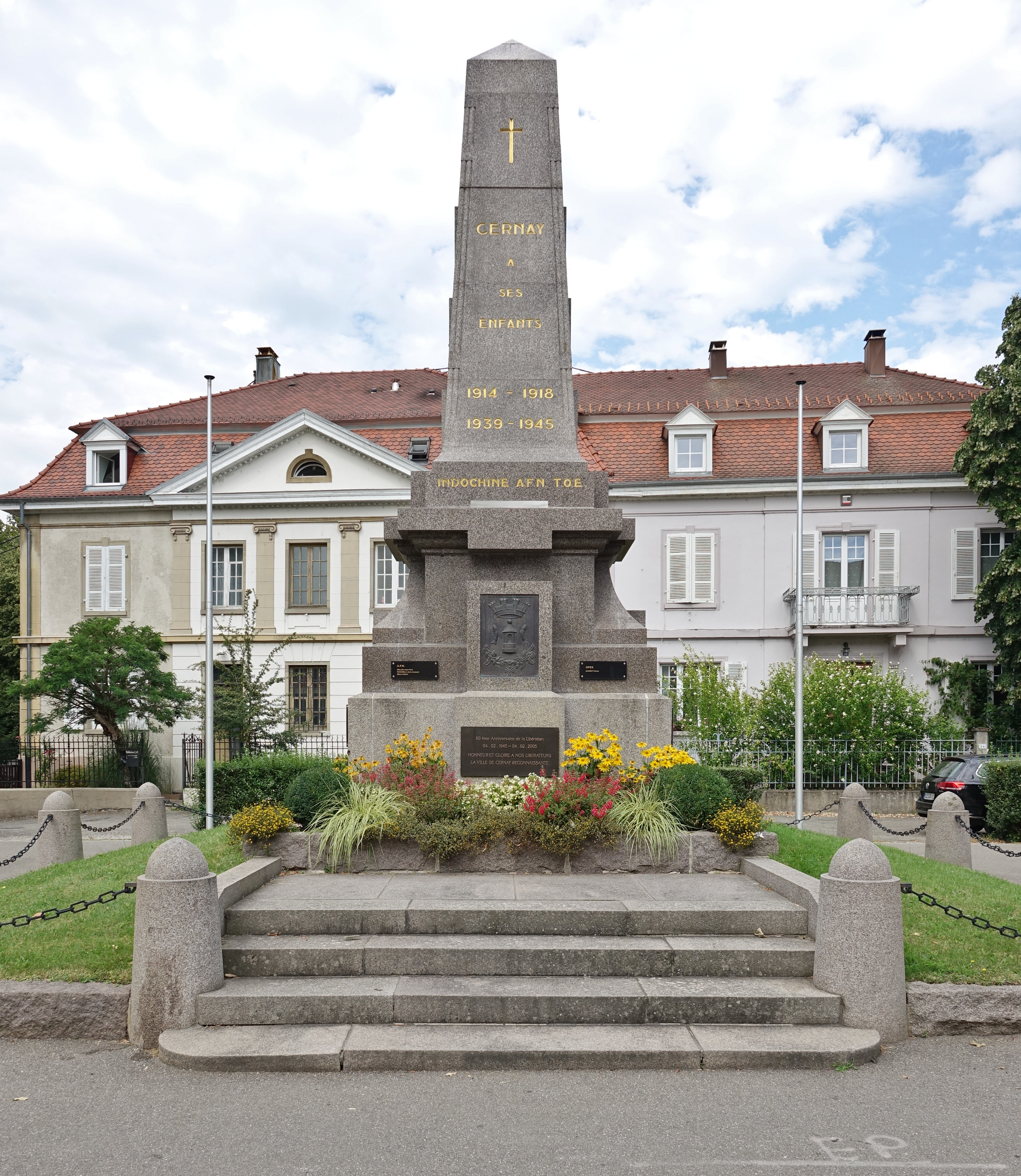
Le monument aux morts de toutes les guerres.

### Personnalités liées à la commune

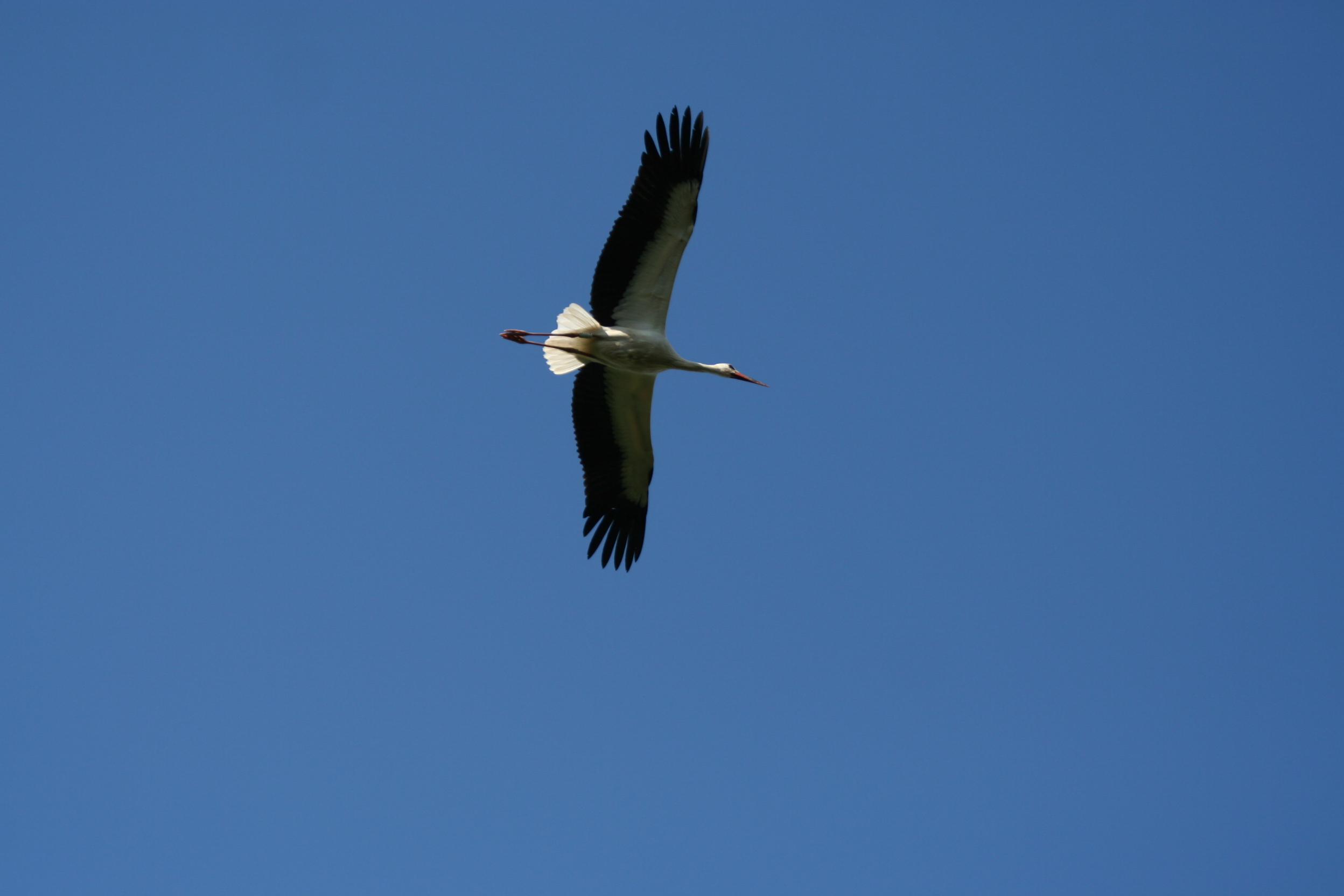
Cigogne blanche en vol à Cernay.

- Jean-Paul Heuchel, homme politique né le 24 juin 1799 à Cernay (Haut-Rhin) et décédé le 28 janvier 1851 à Cernay.
- Henry Kuss (1852-1914), ingénieur général des mines, né le 19 juin 1852 à Cernay.
- Maurice Gastiger (1896-1966), international de football français.
- Daniel Kutermak (né en 1959), footballeur français, est né à Cernay.
- Claudio Capéo, chanteur et accordéoniste, né en 1985.
- Thierry Omeyer, handballeur professionnel, né le 2 novembre 1976.
- Smash Hit Combo, groupe de rapcore français originaire de Cernay, regroupant 6 musiciens.

### Héraldique
| Blason de Cernay | Les armes de Cernay se blasonnent ainsi : « De gueules à la tour couverte et maçonnée d'argent, ajourée du champ, accostée de deux bars adossés également d'argent. » |